# Felosa-pálida

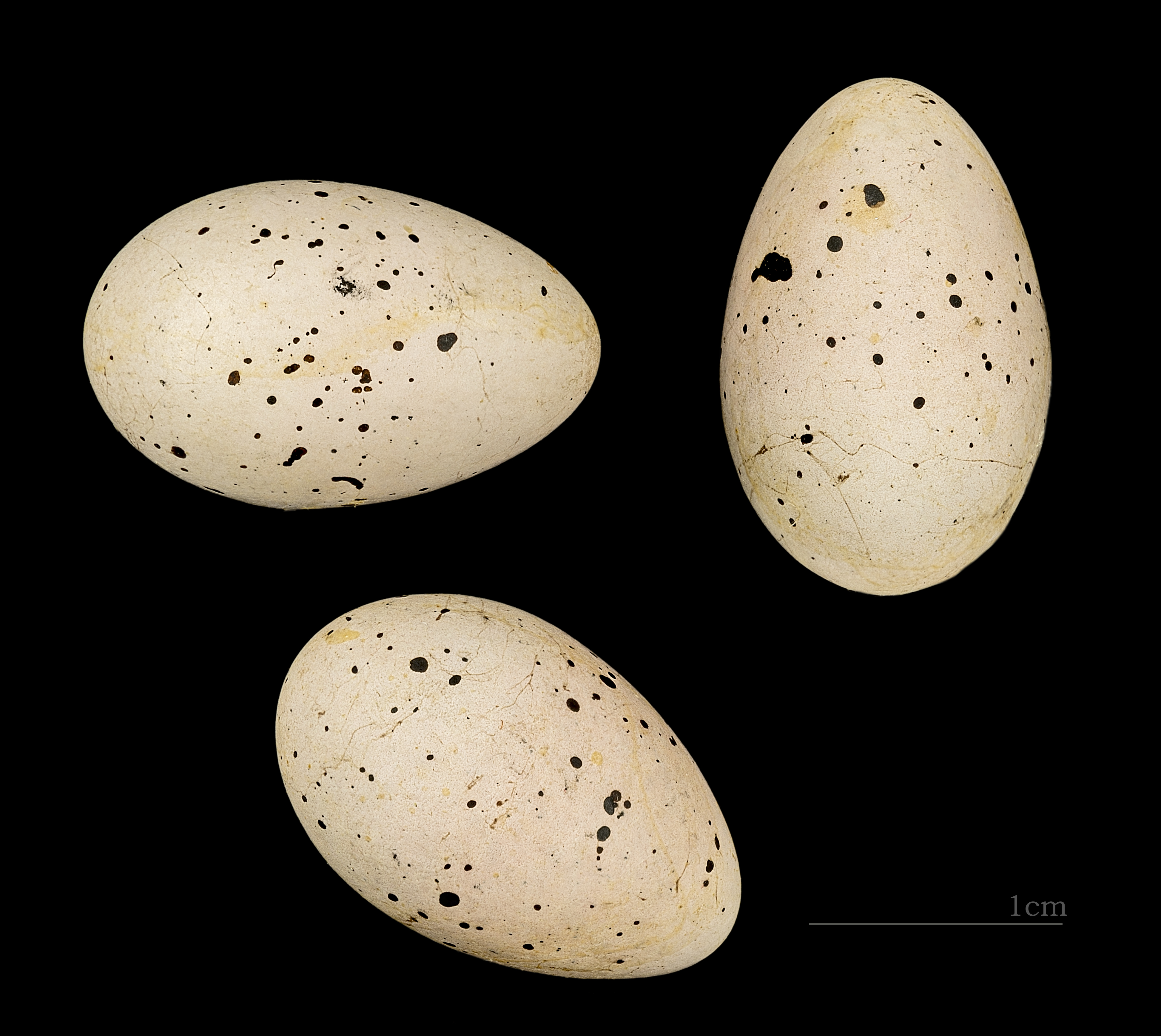
Iduna pallida elaeica MHNT

A felosa-pálida (Iduna opaca) é uma ave pertencente à família Acrocephalidae. É bastante parecida com a felosa-poliglota, da qual se distingue pelos tons mais claros da plumagem.
Esta espécie, bastante rara em Portugal, nidifica no sul da Península Ibérica e no norte de África. É uma espécie migradora, que inverna na África tropical.